# Lugatti & 9ine
Lugatti & 9ine ist ein deutsches Rapperduo aus Köln. Sie produzieren seit 2017 unter ihrem gemeinsamen Label Kinder der Küste und sind in der deutschen Hip-Hop-Untergrundszene aktiv.

## Geschichte
Mit der Veröffentlichung des Albums 50999 startete die Gruppe 2017 als Trio seine Musikkarriere, zunächst nur über SoundCloud und mit selbst gemachten CDs. Der Titel des Albums ist an die Postleitzahl von Köln-Sürth angelehnt. Der Song Salty auf dem Album brachte den Künstlern auf SoundCloud die erste Aufmerksamkeit. Mit der EP Man kennt sich ging die Gruppe dann zu Spotify über. 
In den nächsten Jahren folgen weitere Alben, Singles und EPs, unter anderem vier weitere Man kennt sich-Alben. Außerhalb der gemeinsamen Musikproduktionen macht vor allem Lugatti auch Musik mit anderen Künstlern wie zum Beispiel Tom Hengst auf der EP Bärenbrüder. Zusätzlich entstand 2020 auch das Konzeptalbum Tempo zusammen mit Funkvater Frank als Produzent anstatt Traya. Durch die steigende Aufmerksamkeit knüpft die Gruppe auch immer mehr Verbindungen zu anderen Künstlern in der gleichen Szene. Daraus resultierend erschien im Oktober 2020 das Album Man kennt sich 4.0 (stilisiert als MKS 4.0), das ausschließlich aus Features besteht. Vor allem Longus Mongus von der Berliner Hip-Hop Band BHZ taucht als guter Freund des Trios mehrmals auf dem Album auf.
Im Frühjahr 2020 war eigentlich die Man kennt sich-Tour geplant; diese wurde schließlich aufgrund der Covid-19-Pandemie auf 2022 verschoben. Weiterhin traten Lugatti & 9ine 2022 auf dem Splash-Festival auf. Im Juni 2023 trennte sich Traya von Lugatti & 9ine, um seinen eigenen Weg einzuschlagen.
Im Sommer 2023 veranstaltete das Duo erstmals das „KDK Open Air“ an der Kölner Südbrücke, welches seitdem jährlich und 2025 erstmalig an zwei Tagen stattfindet. Neben den Initiatoren selbst traten hier ausschließlich Hip-Hop-Künstler wie beispielsweise OG Keemo, Tom Hengst oder Souly auf.
Im Herbst 2024 gingen Lugatti & 9ine zum wiederholten Male auf Tournee und spielten im Rahmen der „KDK-Tour 2024“ neun Konzerte in Deutschland, Österreich und der Schweiz. Die Tournee endete am 1. November 2024 in ihrer Heimatstadt Köln, als sie im ausverkauften Palladium (Köln) vor rund 4000 Fans ihr bislang größtes Konzert spielten.

## Musikstil
Nach eigener Aussage besteht der Sound von Lugatti & 9ine aus „808 Bass und paar leckere Samples“. Inhaltlich geht es in ihren Songs meist um eine entspannte Lebensart, den Genuss von alkoholischen Getränken und Marihuanakonsum. Sie sprechen aber auch ernste Themen wie Polizeigewalt und Depressionen an.

## Diskografie

### Alben
- 50999 (2017)
- Frisches auf dem Herd (2019)
- MKS 3.0 (2019)
- Tempo (2020)
- MKS 4.0 (2020)
- So wie gehabt (2021)
- Shades (2021) [9ine Solo-Album]
- Cansado (2022) [Lugatti Solo-Album]
- 50 Hoodtales (2023) [Lugatti Solo-Album]
- Bis Hierher (2023)
- Kompass (2024) [9ine Solo-Album]
- Gesagt Getan (2024)

### EPs
- Man kennt sich (2017)
- Late Night (2017)
- Soweit so gut (2018)
- MKS 2.0 (2018)
- MKS 3.1 (2019)
- KDK Adventures Pt.1 (2022)
- KDK Adventures Pt.2 (2022)
- KDK Adventures Pt.3 (2022)

### Singles
- An die Küste (feat. Sascha Urlaub) (2017)
- Umbro/Tyskie (2018)
- Sommernacht (Uh la la) (feat. MC Smook) (2019)
- Hausfriedensbruch (feat. Kulturerbe Achim) (2019)
- Wasser (feat. Veedel Kaztro) (2019)
- Schlangen um den Hals (2020)
- Weiße Asche (2020)
- Sterne (feat. Konz) (2020)
- Spaceship (feat. AL Kareem) (2020)
- GX1000 (feat. Makko & Toobrokeforfiji) (2020)
- Kreislauf (feat. OG Keemo) (2020)
- 03050 (feat. Ion Miles & Longus Mongus) (2020)
- Pretty (2020)
- Ihre Augen (2021)
- Creepa (2021)
- Obscurité (2021)
- Sound of the South (2021)
- Pinkes Wasser (feat. Lugatti) (2021)
- Ich mach es (2021)
- Glitzer (2021)
- Schläfrig (2021)
- Bleiben vs Gehen (2021)
- Celebrate (2022)
- Cadillac (2022)
- AK (2022)
- Schwung (2022)
- Peter und der Wolf (2022)
- Jedes Mal (2023)
- Face ID/Toge Inumaki (2023)
- Nature Boys (2023)
- Eistee (2023)
- Selbe Ecken (2023)
- Sorgen (2023)
- Versager (2023)
- Rauchfrei (2023)
- A&W Soda (2023)
- Kein Kölsch für Nazis (feat. Querbeat & Brings) (2023)
- Wäre ich (2024)
- holesreingebesaus (2024)
- verstandgeraubt (2024)
- bonappetit/aufstehenrausgehentraumleben (2024)
- rauchinderluft (2024)
- Klaaf (2024)
- get buck (2025)